# Франц Йозеф Август фон Залм-Райфершайт-Дик
Франц Йозеф Август фон Залм-Райфершайт-Дик (на немски: Franz Joseph August Fürst und Altgraf zu Salm-Reifferscheidt-Dyck; * 16 октомври 1775; † 26 декември 1826) е княз и алтграф на Залм-Райфершайт в замък Дик в Северен Рейн-Вестфалия.

## Произход
Той е вторият син на граф и алтграф Йохан Франц Вилхелм фон Залм-Райфершайт-Дик (1714 – 1775) и съпругата му графиня Августа Мария Фридерика Йозефа Анна Терезия Регула фон Валдбург-Цайл-Вурцах (1743 – 1776), дъщеря на наследственяия трушсес граф Франц Ернст фон Валдбург-Цайл-Вурцах (1704 – 1781) и графиня Мария Елеонора фон Кьонигсег-Ротенфелс (1711 – 1766).

## Фамилия
Франц Йозеф Август се жени на 26 август 1810 г. за графиня Мария Валбурга Йозефа Терезия Каролина фон Валдбург-Волфег-Валдзее (* 6 декември 1791; † 5 юни 1853), дъщеря на имперски княз Йозеф Антон фон Валдбург-Волфег-Валдзее (1766 – 1833) и графиня Йозефа Фугер-Кирхберг-Вайсенхорн (1770 – 1848). Те имат двама сина, неженените:
- Алфред Йозеф Клеменс фон Залм-Райфершайт-Алфтер (* 31 май 1811; † 2 август 1888), княз и алтграф
- Фридрих Карл Франц фон Залм-Райфершайт-Алфтер (* 1/8 октомври 1812; † 1 август 1849).